# Samsung Galaxy Note 3 Neo
El Samsung Galaxy Note 3 Neo es un tabletófono Android fabricado por Samsung Electronics. El Galaxy Note 3 Neo fue presentado por Samsung Polonia el 1 de febrero del 2014. Es una versión económica del Samsung Galaxy Note 3, el Note 3 Neo fue diseñado para tener un diseño de alto nivel que otros Galaxy.

## Especificaciones

### Hardware
El diseño del Galaxy Note 3 Neo fue hecho para llevar el mismo nivel, la apariencia "premium" de la nueva generación de dispositivos Samsung. Aunque tiene un diseño orientado a policarbonato similar a otros dispositivos recientes. Con un grosor de 8.6 mm es un poco más delgado que el Samsung Galaxy Note II y a la vez un poco más liviano. El dispositivo incluye 2 GB de RAM, una pantalla de 5.5 pulgadas con Super AMOLED y una resolución HD.

### Software
El Galaxy Note 3 Neo viene con Android 4.3 Jelly Bean por defecto, pero se puede actualizar a Android 5.0 Lollipop.